# Idaea purpuraria
Idaea purpuraria là một loài bướm đêm trong họ Geometridae.